# Percent
Percent è l'ottavo EP del girl group sudcoreano Apink, pubblicato nel 2019.

## Tracce
1. %% (Eung Eung) (응응) – 3:28 (testo: Black Eyed Pilseung, Jun Goon – musica: Black Eyed Pilseung, Jun Goon)
2. Hug Me (안아줘요) – 3:30 (testo: MosPick – musica: MosPick)
3. What Are You Doing? (느낌적인 느낌) – 3:39 (testo: 1Take, TAK – musica: 1Take, TAK)
4. Push & Pull (줄다리기) – 3:26 (testo: Jung Jo Hyun – musica: Jung Jo Hyun)
5. Enough – 3:27 (testo: Park Chorong – musica: Wiidope, Kofi Owusu-Ofori, Nikel)
6. Memories (기억 더하기) – 4:07 (testo: 1Take, TAK – musica: 1Take, TAK)